# Umbulharjo
Umbulharjo ist ein Distrikt (Kecamatan) innerhalb der Stadt (Kota) Yogyakarta, die Hauptstadt der gleichnamigen Sonderregion im Süden der Insel Java ist. Der Kecamatan liegt im Osten der Stadt und grenzt im Nordwesten und Süden an den Kecamatan Banguntapan (Kabupaten Bantul). Im Norden, Osten und Westen grenzt der flächenmäßig größte und bevölkerungsreichste Kecamatan an vier interne Distrikte. Er zählte Ende 2021 über 70.000 Einwohner auf rund acht Quadratkilometer Fläche.

## Verwaltungsgliederung
Der Kecamatan (auch Kemantren genannt) gliedert sich in fünf städtische Kelurahan:
| PUM-Code 1    | Kelurahan       | Fläche (km²) | Bevölkerung zur Volkszählung 2 | Bevölkerung zur Volkszählung 2 | Bevölkerung zur Volkszählung 2 | Bevölkerung zur Volkszählung 2 | Bevölkerung zur Volkszählung 2 | Bevölkerung zur Volkszählung 2 | RW/ RT 4 |
| PUM-Code 1    | Kelurahan       | Fläche (km²) | 002000                         | 002010                         | Männer                         | Frauen                         | 2020                           | Dichte 3                       | RW/ RT 4 |
| ------------- | --------------- | ------------ | ------------------------------ | ------------------------------ | ------------------------------ | ------------------------------ | ------------------------------ | ------------------------------ | -------- |
| 34.71.13.1001 | Semaki          | 0,66         | 6.087                          | 5.271                          | 2.224                          | 2.375                          | 4.599                          | 6.968,2                        | 10/34    |
| 34.71.13.1002 | Muja Muju       | 1,53         | 10.942                         | 11.454                         | 5.172                          | 5.248                          | 10.420                         | 6.810,5                        | 12/55    |
| 34.71.13.1003 | Tahunan         | 0,78         | 9.569                          | 9.834                          | 4.184                          | 4.326                          | 8.510                          | 10.910,3                       | 12/50    |
| 34.71.13.1004 | Warungboto      | 0,83         | 9.920                          | 11.541                         | 4.226                          | 4.616                          | 8.842                          | 10.653,0                       | 9/38     |
| 34.71.13.1005 | Pandeyan        | 1,38         | 12.413                         | 14.329                         | 6.129                          | 6.382                          | 12.511                         | 9.065,9                        | 13/52    |
| 34.71.13.1006 | Sorosutan       | 1,68         | 14.299                         | 16.012                         | 7.390                          | 7.720                          | 15.110                         | 8.994,1                        | 18/70    |
| 34.71.13.1007 | Giwangan        | 1,26         | 6.039                          | 8.302                          | 4.025                          | 4.153                          | 8.178                          | 6.490,5                        | 13/44    |
| 34.71.13      | Kec. Umbulharjo | 8,12         | 69.269                         | 76.743                         | 33.350                         | 34.820                         | 68.170                         | 8.395,3                        | 87/343   |

## Demographie
Grobeinteilung der Bevölkerung nach Altersgruppen (zum Zensus 2020)
| Altersgruppen | 00Männer | 00Frauen | zusammen |
| ------------- | -------- | -------- | -------- |
| 0–14          | 7.090    | 6.790    | 13.880   |
| 15–64         | 23.792   | 25.060   | 48.852   |
| 65+           | 2.468    | 2.970    | 5.438    |
| gesamt        | 33.350   | 34.820   | 68.170   |
| anteilig (%)  |          |          |          |
| 0–14          | 21,26    | 19,50    | 20,36    |
| 15–64         | 71,34    | 71,97    | 71,66    |
| 65+           | 7,40     | 8,53     | 7,98     |

### Bevölkerungsentwicklung
In den Ergebnissen der sieben Volkszählungen seit 1961 ist folgende Entwicklung ersichtlich:
| Einheit/Jahr     | 1961         | 1971         | 1980         | 1990         | 2000         | 2010         | 2020         |
| ---------------- | ------------ | ------------ | ------------ | ------------ | ------------ | ------------ | ------------ |
| Kec. Umbulharjo  | 18.946       | 25.675       | 39.823       | 58.026       | 69.269       | 76.743       | 68.170       |
| Anteil in %      | 0,85         | 1,03         | 1,45         | 1,99         | 2,22         | 2,22         | 1,86         |
| Kota Yogyakarta  | 306.296      | 340.491      | 398.089      | 412.059      | 396.711      | 388.627      | 373.589      |
| Sonderregion DIY | 00 2.231.062 | 00 2.487.177 | 00 2.750.025 | 00 2.912.611 | 00 3.120.478 | 00 3.457.491 | 00 3.66.8719 |